# Faeröers voetbalelftal in 1997
Het Faeröers voetbalelftal speelde in totaal zeven interlands in het jaar 1997, waarvan vijf duels in de kwalificatiereeks voor het WK voetbal 1998 in Frankrijk. De nationale selectie stond voor het vierde opeenvolgende jaar onder leiding van de Deense bondscoach Allan Simonsen, de opvolger van de eind 1993 opgestapte Páll Guðlaugsson. Op de in 1993 geïntroduceerde FIFA-wereldranglijst steeg Faeröer in 1997 van de 135ste (januari 1997) naar de 117de plaats (december 1997).

## Balans
| Wedstrijden | Wedstrijden | Wedstrijden | Wedstrijden | Doelpunten | Doelpunten | Doelpunten | Punten |
| Gespeeld    | Winst       | Gelijk      | Verlies     | Voor       | Tegen      | Saldo      | Punten |
| ----------- | ----------- | ----------- | ----------- | ---------- | ---------- | ---------- | ------ |
| 7           | 3           | 0           | 4           | 7          | 10         | –3         | 0.857  |

## Interlands
|                                                            |                   |       |                                   |                                                                                 |
| 30 april WK-kwalificatie № 45 «onderlinge duels» 19:00 uur | Malta             | 1 – 2 | Faeröer                           | Ta' Qali Stadium, Ta' Qali Toeschouwers: 2.750 Scheidsrechter: Dani Koren (ISR) |
| 30 april WK-kwalificatie № 45 «onderlinge duels» 19:00 uur | Stefan Sultana 8' |       | 60' Øssur Hansen 89' Todi Jónsson | Ta' Qali Stadium, Ta' Qali Toeschouwers: 2.750 Scheidsrechter: Dani Koren (ISR) |

|                                                          |                                  |       |                   |                                                                                |
| 8 juni WK-kwalificatie № 46 «onderlinge duels» 16:00 uur | Faeröer                          | 2 – 1 | Malta             | Svangaskarð, Toftir Toeschouwers: 6.400 Scheidsrechter: Richard O'Hanlon (IRL) |
| 8 juni WK-kwalificatie № 46 «onderlinge duels» 16:00 uur | Todi Jónsson 7' Todi Jónsson 42' |       | 48' Gilbert Agius | Svangaskarð, Toftir Toeschouwers: 6.400 Scheidsrechter: Richard O'Hanlon (IRL) |

|                                                             |                         |       |         |                                                                           |
| 27 juli Vriendschappelijk № 47 «onderlinge duels» 16:00 uur | IJsland                 | 1 – 0 | Faeröer | Sindravellir, Höfn Toeschouwers: 700 Scheidsrechter: Milan Mitrović (SLO) |
| 27 juli Vriendschappelijk № 47 «onderlinge duels» 16:00 uur | Tryggvi Gudmundsson 88' |       |         | Sindravellir, Höfn Toeschouwers: 700 Scheidsrechter: Milan Mitrović (SLO) |

|                                                                |         |                                              |         |                                                                            |
| 6 augustus Vriendschappelijk № 48 «onderlinge duels» 18:00 uur | Estland | 0 – 2                                        | Faeröer | Tamme Staadion, Tartu Toeschouwers: 500 Scheidsrechter: Leif Sundell (SWE) |
| 6 augustus Vriendschappelijk № 48 «onderlinge duels» 18:00 uur |         | 47' Jens Erik Rasmussen 70' Jan Allan Müller |         | Tamme Staadion, Tartu Toeschouwers: 500 Scheidsrechter: Leif Sundell (SWE) |

|                                                               |                                       |       |         |                                                                                             |
| 20 augustus WK-kwalificatie № 49 «onderlinge duels» 16:30 uur | Tsjechië                              | 2 – 0 | Faeröer | Stadion Na Stínadlech, Teplice Toeschouwers: 8.332 Scheidsrechter: Algirdas Dubinskas (LTU) |
| 20 augustus WK-kwalificatie № 49 «onderlinge duels» 16:30 uur | Pavel Kuka 14' (pen.) Luboš Kozel 27' |       |         | Stadion Na Stínadlech, Teplice Toeschouwers: 8.332 Scheidsrechter: Algirdas Dubinskas (LTU) |

|                                                               |         |                                           |          |                                                                              |
| 6 september WK-kwalificatie № 50 «onderlinge duels» 16:00 uur | Faeröer | 0 – 2                                     | Tsjechië | Svangaskarð, Toftir Toeschouwers: 2.700 Scheidsrechter: Bernard Saules (FRA) |
| 6 september WK-kwalificatie № 50 «onderlinge duels» 16:00 uur |         | 16' Vladimír Šmicer 32' (pen.) Pavel Kuka |          | Svangaskarð, Toftir Toeschouwers: 2.700 Scheidsrechter: Bernard Saules (FRA) |

|                                                              |                                           |       |                          |                                                                                   |
| 11 oktober WK-kwalificatie № 51 «onderlinge duels» 20:15 uur | Spanje                                    | 3 – 1 | Faeröer                  | Estadio El Molinón, Gijón Toeschouwers: 10.000 Scheidsrechter: Jacek Granat (POL) |
| 11 oktober WK-kwalificatie № 51 «onderlinge duels» 20:15 uur | Luis Enrique 19' Oli 25' Luis Enrique 84' |       | 44' Jens Kristian Hansen | Estadio El Molinón, Gijón Toeschouwers: 10.000 Scheidsrechter: Jacek Granat (POL) |

## FIFA-wereldranglijst
| JAN | FEB | MAR | APR | MEI | JUN | JUL | AUG | SEP | OKT | NOV | DEC |
| --- | --- | --- | --- | --- | --- | --- | --- | --- | --- | --- | --- |
| 135 | 136 | 136 | 137 | 132 | 124 | 126 | 115 | 117 | 116 | 118 | 117 |

## Statistieken
| Jens Martin Knudsen  | 1967-06-11 | GÍ Gøta         | 5 | 0 | 0 | 42 | 0 |
| Bjarni Johansen      | 1971-05-26 | VB Vágur        | 1 | 0 | 0 | 1  | 0 |
| Jákup Mikkelsen      | 1970-08-14 | Herfølge BK     | 1 | 0 | 0 | 4  | 0 |
| Verdediging          |            |                 |   |   |   |    |   |
| Óli Johannesen       | 1972-05-06 | B36 Tórshavn    | 7 | 0 | 0 | 32 | 1 |
| Pól Thorsteinsson    | 1973-11-17 | VB Vágur        | 7 | 0 | 0 | 7  | 0 |
| Jens Kristian Hansen | 1971-09-03 | B36 Tórshavn    | 5 | 0 | 0 | 21 | 1 |
| Jan Dam              | 1968-09-07 | HB Tórshavn     | 4 | 1 | 0 | 35 | 1 |
| Bartal Eliasen       | 1976-08-23 | ÍF Fuglafjørður | 2 | 0 | 0 | 2  | 0 |
| Jákup Eli Olsen      | 1972-10-02 | B68 Toftir      | 1 | 0 | 0 | 3  | 0 |
| Arnbjørn Danielsen   | 1973-10-14 | B36 Tórshavn    | 0 | 3 | 0 | 3  | 0 |
| Ingi Rasmussen       | 1972-10-02 | HB Tórshavn     | 0 | 2 | 0 | 2  | 0 |
| Middenveld           |            |                 |   |   |   |    |   |
| Julian Johnsson      | 1975-02-24 | B36 Tórshavn    | 6 | 0 | 0 | 18 | 1 |
| Allan Mørkøre        | 1971-11-22 | HB Tórshavn     | 6 | 0 | 0 | 35 | 1 |
| Øssur Hansen         | 1971-01-07 | GÍ Gøta         | 4 | 1 | 1 | 27 | 1 |
| Magni Jarnskor       | 1968-11-16 | GÍ Gøta         | 4 | 1 | 0 | 26 | 0 |
| Henning Jarnskor     | 1972-11-15 | GÍ Gøta         | 4 | 0 | 0 | 21 | 1 |
| Jens Erik Rasmussen  | 1968-06-02 | HB Tórshavn     | 2 | 3 | 1 | 25 | 2 |
| Sámal Joensen        | 1975-01-15 | GÍ Gøta         | 1 | 3 | 0 | 4  | 0 |
| Rúni Nolsøe          | 1971-05-21 | HB Tórshavn     | 1 | 0 | 0 | 3  | 0 |
| Djóni Joensen        | 1972-08-21 | B36 Tórshavn    | 0 | 1 | 0 | 5  | 0 |
| Aanval               |            |                 |   |   |   |    |   |
| John Petersen        | 1972-04-22 | B36 Tórshavn    | 6 | 1 | 0 | 14 | 1 |
| Jan Allan Müller     | 1969-07-25 | Esbjerg fB      | 5 | 0 | 1 | 33 | 4 |
| Todi Jónsson         | 1972-02-02 | FC Kopenhagen   | 3 | 0 | 3 | 28 | 9 |
| Uni Arge             | 1971-01-21 | HB Tórshavn     | 2 | 2 | 0 | 16 | 2 |

FSF · A-internationals · Statistieken · Bondscoaches · Faeröers vrouwenelftal · Faeröer U21 · Faeröer U20 · Faeröer U19 · Faeröer U18 · Faeröer U17 · Faeröer U16
1980 – 1989 ·
1990 – 1999 ·
2000 – 2009 ·
2010 – 2019 ·
2020 – 2029
1988 · 
1989 · 
1990 ·
1991 · 
1992 · 
1993 · 
1994 · 
1995 · 
1996 · 
1997 · 
1998 · 
1999 · 
2000 · 
2001 · 
2002 · 
2003 · 
2004 · 
2005 · 
2006 · 
2007 · 
2008 · 
2009 · 
2010 · 
2011 · 
2012 · 
2013 · 
2014 · 
2015 · 
2016 ·
2017 ·
2018 ·
2019 ·
2020 ·
2021 ·
2022 ·
2023 ·
2024
Albanië ·
Andorra ·
Armenië ·
Azerbeidzjan ·
België ·
Bosnië en Herzegovina ·
Canada ·
Cyprus ·
Denemarken ·
Duitsland ·
Estland ·
Finland ·
Frankrijk ·
Georgië ·
Gibraltar ·
Griekenland ·
Hongarije ·
Ierland ·
IJsland ·
Israël ·
Italië ·
Joegoslavië ·
Kazachstan ·
Kosovo ·
Letland · 
Liechtenstein ·
Litouwen ·
Luxemburg ·
Malta ·
Moldavië ·
Nederland ·
Noord-Ierland ·
Noord-Macedonië ·
Noorwegen ·
Oekraïne ·
Oostenrijk ·
Polen ·
Portugal ·
Roemenië ·
Rusland ·
San Marino ·
Schotland ·
Servië ·
Servië en Montenegro · 
Slovenië ·
Slowakije ·
Spanje ·
Thailand ·
Tsjechië ·
Tsjecho-Slowakije ·
Turkije ·
Wales ·
Zweden ·
Zwitserland